# Quartier de la Porte-Saint-Martin
Das Quartier de la Porte-Saint-Martin ist das 39. der 80 Quartiers (Stadtviertel) von Paris im 10. Arrondissement.

Die Stadtviertel im 10. Arrondissement

## Lage
Der Verwaltungsbezirk im 10. Arrondissement von Paris wird von folgenden Straßen begrenzt:
- Westen: Boulevard de Strasbourg
- Norden und Nordosten: Place du 11 Novembre 1918 über die Rue du Faubourg Saint-Martin zur Rue des Récollets und weiter zur Rue Bichat
- Südosten: Rue du Faubourg du Temple
- Süden: Boulevard Saint-Martin bis zum Place de la République

## Namensursprung
Die Porte Saint-Martin bildet im Süden ein „natürliches“ Einfallstor zu dem Viertel, weshalb es diesen Namen erhalten hat. 

## Geschichte
Im 18. Jahrhundert hieß das Viertel Quartier Saint-Martin-des-Champs wegen seiner Nähe zur Prieuré Saint-Martin-des-Champs, deren Gelände an der Grenze von Paris im Norden der Porte Saint-Martin lagen.

## Sehenswürdigkeiten
- Porte Saint-Martin
- In dem Viertel gibt es viele Theater, hier einige Beispiele:
  - Le Splendid
  - Théâtre de la Renaissance
  - Le Théâtre libre
  - Théâtre Antoine
  - Alhambra